# Upplands runinskrifter 833
Upplands runinskrifter 833 är en försvunnen vikingatida ristad sten som funnits vid Nysätra kyrka, Nysätra socken och Enköpings kommun. Stenens mått är omkring 1,1 gånger 0,5 meter. Stenen är rent ornamental och på avbildningen av stenen i Johan Peringskiölds "Monumenta" syns nedre delen av ett fyrfota djur, av samma typ som på den närbelägna stenen U 838.
Per Stille anser att de tre runstensfragmenten U 832, U 833 och U 834 alla hör till samma runsten.